# Messanges (Landas)
Messanges es una población y comuna francesa situada al suroeste del departamento de las Landas, en la región de Aquitania (Francia) .Limita al norte con Moliets-et-Maa, al este con Azur , al sur con Soustons y Vieux-Boucau-les-Bains y al oeste con el océano Atlántico ; se encuentra junto al océano Atlántico, estando su playa vigilada de Messanges-plage en la Costa de Plata. Tiene una superficie de 34,00 km², con una población municipal de 953 habitantes en 2008.

## Demografía
| 442                       | 356 | 321 | 404 | 430 | 455 | 463 | 504 | 482 | 478 | 535 | 552 | 537 | 534 | 537 | 532 | 522 | 510 | 512 | 509 | 468 | 429 | 416 | 409 | 379 | 360 | 362 | 362 | 431 | 507 | 521 | 647 | 953 |
| (Fuente: INSEE y Cassini) |     |     |     |     |     |     |     |     |     |     |     |     |     |     |     |     |     |     |     |     |     |     |     |     |     |     |     |     |     |     |     |     |